# Storbritanniens Grand Prix 2006
Storbritanniens Grand Prix 2006 var det åttonde av 18 lopp ingående i formel 1-VM 2006.

## Rapport
Fernando Alonso i Renault, som hade pole position, kontrollerade loppet från start till mål och vann därmed sitt tredje lopp i följd och femte för säsongen. Michael Schumacher i Ferrari slutade på andra plats 13,9 sekunder efter och Kimi Räikkönen i McLaren på tredje plats 18,6 sekunder efter segraren. Alonso utökade därmed sin ledning över Schumacher i VM-tabellen till 23 poäng.

## Resultat
1. Fernando Alonso, Renault, 10 poäng
2. Michael Schumacher, Ferrari, 8
3. Kimi Räikkönen, McLaren-Mercedes, 6
4. Giancarlo Fisichella, Renault, 5
5. Felipe Massa, Ferrari, 4
6. Juan Pablo Montoya, McLaren-Mercedes, 3
7. Nick Heidfeld, BMW, 2
8. Jacques Villeneuve, BMW, 1
9. Nico Rosberg, Williams-Cosworth
10. Rubens Barrichello, Honda
11. Jarno Trulli, Toyota
12. David Coulthard, Red Bull-Ferrari
13. Vitantonio Liuzzi, Toro Rosso-Cosworth
14. Christian Klien, Red Bull-Ferrari
15. Christijan Albers, MF1-Toyota
16. Tiago Monteiro, MF1-Toyota
17. Takuma Sato, Super Aguri-Honda
18. Franck Montagny, Super Aguri-Honda

### Förare som bröt loppet
- Jenson Button, Honda (varv 8, oljeläcka)
- Scott Speed, Toro Rosso-Cosworth (1, olycksskada)
- Ralf Schumacher, Toyota (0, olycka)
- Mark Webber, Williams-Cosworth (0, olycka)

## VM-ställning
| Förarmästerskapet 1. Fernando Alonso, Renault, 74 2. Michael Schumacher, Ferrari, 51 3. Kimi Räikkönen, McLaren-Mercedes, 33 | Konstruktörsmästerskapet 1. Renault, 106 2. Ferrari, 75 3. McLaren-Mercedes, 59 |